# Красноногий ибис
Красноно́гий и́бис, или япо́нский и́бис (лат. Nipponia nippon) — вид птиц из семейства ибисовых отряда пеликанообразных. Вид выделяется в монотипический род Красноногие ибисы (Nipponia).

## Общая характеристика
Птица с белым оперением с нежно розоватым оттенком, наиболее интенсивным на первостепенных маховых перьях и их стержнях и хвосте. При полете снизу кажется розовой. Ноги грязновато-красные, почти бурые, участок кожи вокруг клюва и глаз неоперён и также имеет красный цвет. Клюв чёрный с красной вершиной, радужная оболочка глаз жёлтая. На затылке хохолок из удлинённых перьев. К весне, когда у ибисов начинается брачный сезон, оперение становится сероватым.

## Распространение
Красноногий ибис был многочисленным видом ещё в конце XIX века. Он обитал в Центральном Китае, в Японии на островах от Хоккайдо до Кюсю и на Дальнем Востоке России. В южной части ареала ибисы жили оседло, северные на зимовку мигрировали в южные районы ареала. Впоследствии охота на ибисов как вредителей полей, а также на мясо, вырубка деревьев, на которых они устраивают гнёзда, и отравления птиц ядохимикатами, разбрасываемыми на рисовых полях, привели к резкому снижению численности вида по всему ареалу. В Японии красноногий ибис практически исчез к 1890 году. К 1923 году красноногого ибиса объявили исчезнувшим видом. Однако в 1926-1928 годах в Японии на острове Садо и полуострове Ното были обнаружены около 100 птиц, в этих местах были учреждены заповедники. Несмотря на предпринятые меры охраны (ибиса тогда объявили национальным памятником природы), численность птиц со 100 сократилась до 27. К середине 1960-х годов в Японии их осталось около 10. К 1974 году ибисы в Японии уже не размножались, последние 6 особей были отловлены в 1980 году для воспроизводства в неволе, но попытки их разведения в неволе не увенчались успехом.
В ходе специальных поисков в 1981 году в Китае, в горах провинции Шэньси, были найдены 7 птиц, из них 4 взрослых. Вскоре там был создан небольшой заповедник. К 1987 году в заповеднике «Shaanxi Crested Ibis Nature Reserve» было 51 гнездо этих ибисов, взятых в Китае под особую охрану, к 2002 году в дикой популяции насчитывалось 140 птиц. В 1986 году в Пекинском зоопарке начата программа по искусственному разведению красноногих ибисов в неволе, программа была распространена еще на несколько зоопарков Китая. В результате этих мер в Китае к 2010 году в пяти популяциях, содержащихся в неволе, насчитывалось около 600 птиц. В 2007—2010 годах 56 взрослых птиц выпустили в дикую природу в уезде Ниньшань провинции Шэньси, чтобы создать новую дикую популяцию. К 2012 году среди выпущенных птиц в дикой природе было найдено 10 гнездящихся пар, которые вывели за 2008-2012 годы 33 птенца.
Отдельных птиц и негнездящиеся пары встречали в Приамурье и Приморье, а также в Корее и Китае. Последние, встреченные на территории России красноногие ибисы — пара, встреченная в июне 1990 года в устье реки Большая Иска, Амурская область.
В Японии программа реинтродукции с 2010 года осуществляется на острове Садо, префектура Ниигата, с соответствующими мероприятиями по повышению осведомленности жителей. Усилия по разведению в неволе продолжаются и в других учреждениях, включая зоопарк Тама в Токио. В 2010 году шесть пар на острове Садо пытались размножаться, но все потерпели неудачу. В 2014 году от повторно интродуцированной самки и дикого самца был выведен 1 птенец, который успешно оперился. Реинтродукция также была запланирована на 2017 год в Южной Корее.
В дикой природе в Китае, по состоянию на 2007 год, на охраняемых территориях насчитывалось около 500 особей (из них 300 половозрелых птиц), численность дикой популяции увеличивается.

## Образ жизни
Красноногий ибис населяет заболоченные долины рек, низменности с озёрами и рисовыми полями. Ночует на высоких деревьях в лесу. Часто встречался на кормёжке и отдыхе вместе с журавлями.
Кормится в мелких водоёмах глубиной до 10-15 см. Питается водными беспозвоночными, пресмыкающимися, мелкой рыбой.

### Размножение
Возможно, моногамная птица. Гнездится на высоких деревьях, в основном, соснах и дубах. Кладка, которую насиживают оба родителя, составляет 3-4 яйца. Насиживание длится 28 дней. Спустя 40 дней после вылупления птенцы встают на крыло. Молодые птицы держатся с родителями до осени, затем объединяются в стаи.

## Охрана
Красноногий ибис — крайне редкая, вымирающая птица, внесённая в Красную книгу Российской Федерации и Международную Красную книгу. Красноногий ибис охраняется в Лазовском, Ханкайском заповедниках, где он гипотетически может появляться. Проблемой для реинтродукции является инбридинг, так как вся современная популяция происходит всего от нескольких птиц, найденных в Китае. Основным лимитирующим фактором является применение пестицидов на рисовых полях, в Китае реализуется программа субсидирования отказа фермеров от использования ядохимикатов в окрестностях заповедника красноногих ибисов. 

## Нумизматика
- 5 марта 2019 года Банк России выпустил в обращение серебряную памятную монету номиналом 2 рубля серии «Красная книга» «Красноногий ибис»[5]

## Интересные факты
- В традиционных японских цветах есть цвет токихаиро, что в переводе означает «цвет пера японского ибиса».
- Красноногий ибис является символом префектуры Ниигата, городов Вадзима, Садо.

## Фото

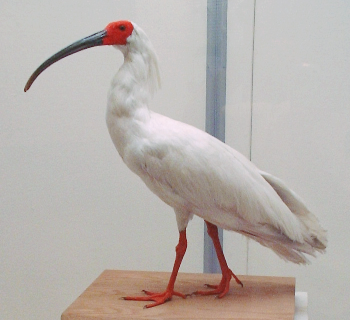
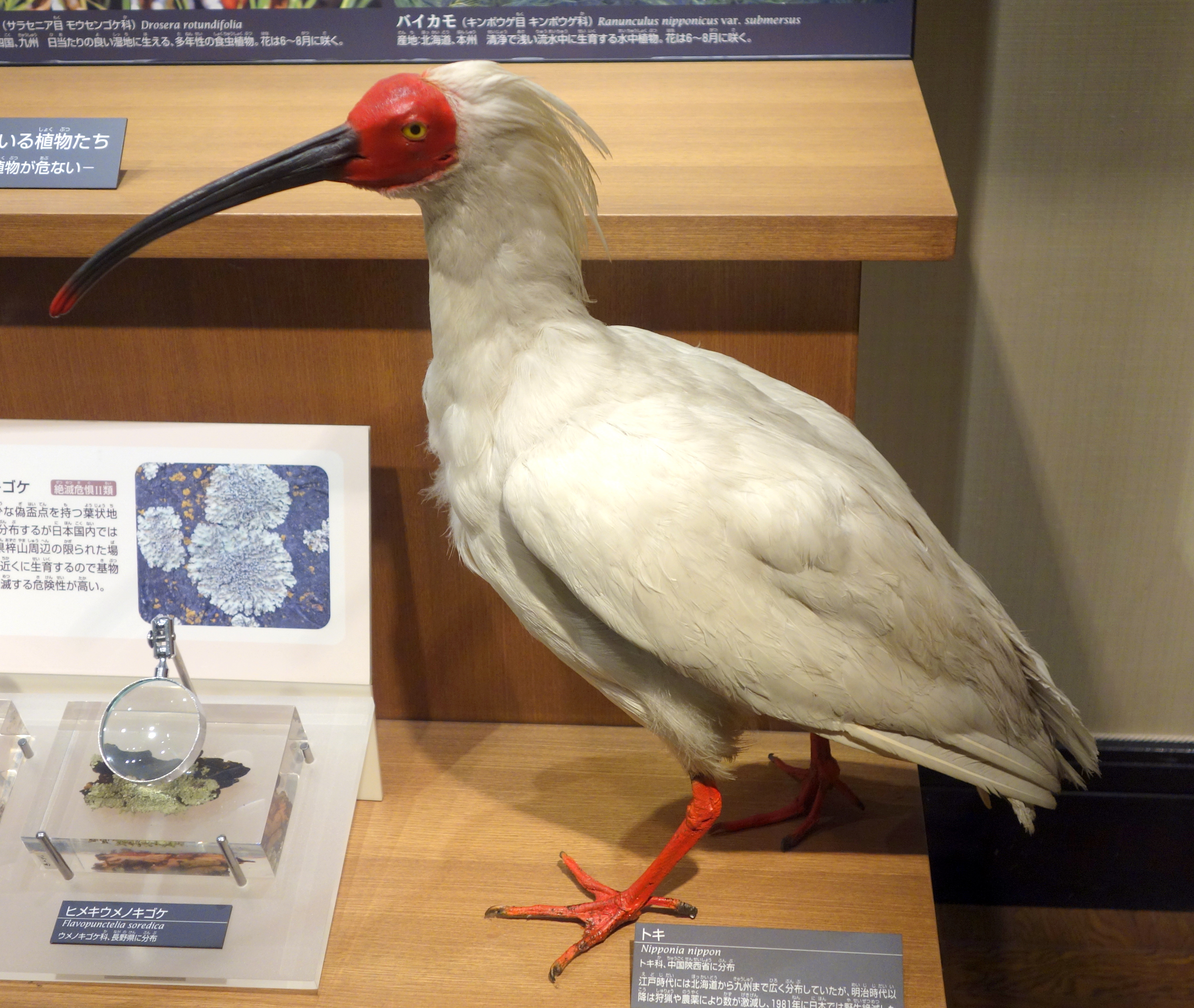
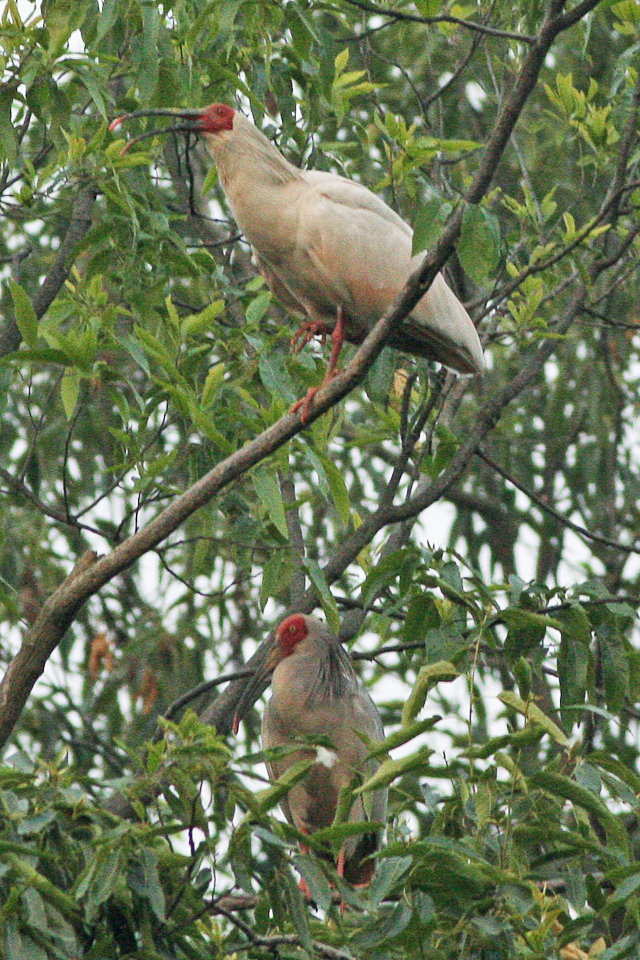
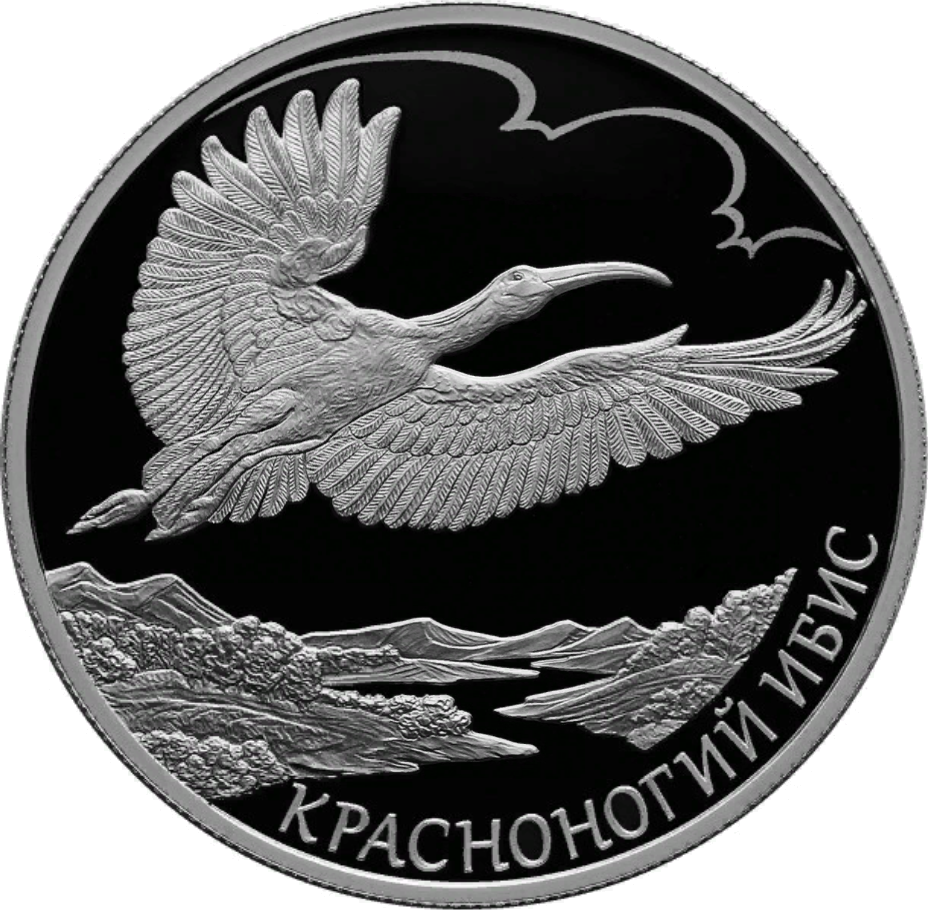
Монета Банка России — Красная книга
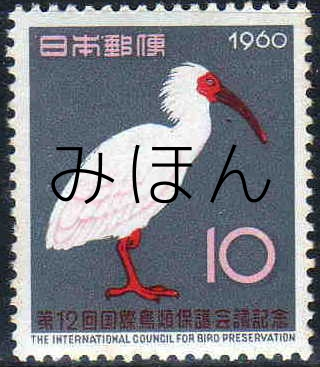
Почтовая марка Японии, 1960